# Antonianum (kwartalnik)
Antonianum − wydawane od 1925 roku przez Papieski Uniwersytet Antonianum w Rzymie katolickie czasopismo naukowe, kwartalnik. Na jego łamach publikowane są artykuły naukowe z następujących dziedzin: biblistyka, teologia (dogmatyczna, moralna i pastoralna), historia Kościoła, historia duchowości, historia franciszkanizmu, prawo kanoniczne, filozofia, mediewistyka. Ich autorami są najczęściej wykładowcy franciszkańskich uczelni z Włoch, Niemiec, Hiszpanii oraz z krajów Ameryki Łacińskiej.